# Internacia Esperanto-Muzeo
Internacia Esperanto-Muzeo en Wien (IEMW) – Międzynarodowe Muzeum Esperanto w Wiedniu związane z Austriacką Biblioteką Narodową.
Zostało założone w 1927 przez Hugo Steinera. W 1928 stało się ono częścią Austriackiej Biblioteki Narodowej i mieściło się w pałacu Hofburg, dawnej rezydencji cesarzy austriackich. W 2005 siedziba została przeniesiona do Pałacu Mollard (Herrengasse 9, 1010 Wiedeń).
Muzeum pełni również funkcję biblioteki i archiwum. W swojej liczącej ponad 70 lat historii biblioteka stała się najbardziej kompletnym zbiorem piśmiennictwa esperanckiego i interlingwistycznego na świecie. Elektroniczny katalog z wyszukiwarką jest dostępny także w Internecie.